# Сірат
Сірат (ісп. Cirat) — муніципалітет в Іспанії, у складі автономної спільноти Валенсія, у провінції Кастельйон. Населення — 257 осіб (2010).

## Географія
Муніципалітет розташований на відстані близько 280 км на схід від Мадрида, 36 км на захід від міста Кастельйон-де-ла-Плана.

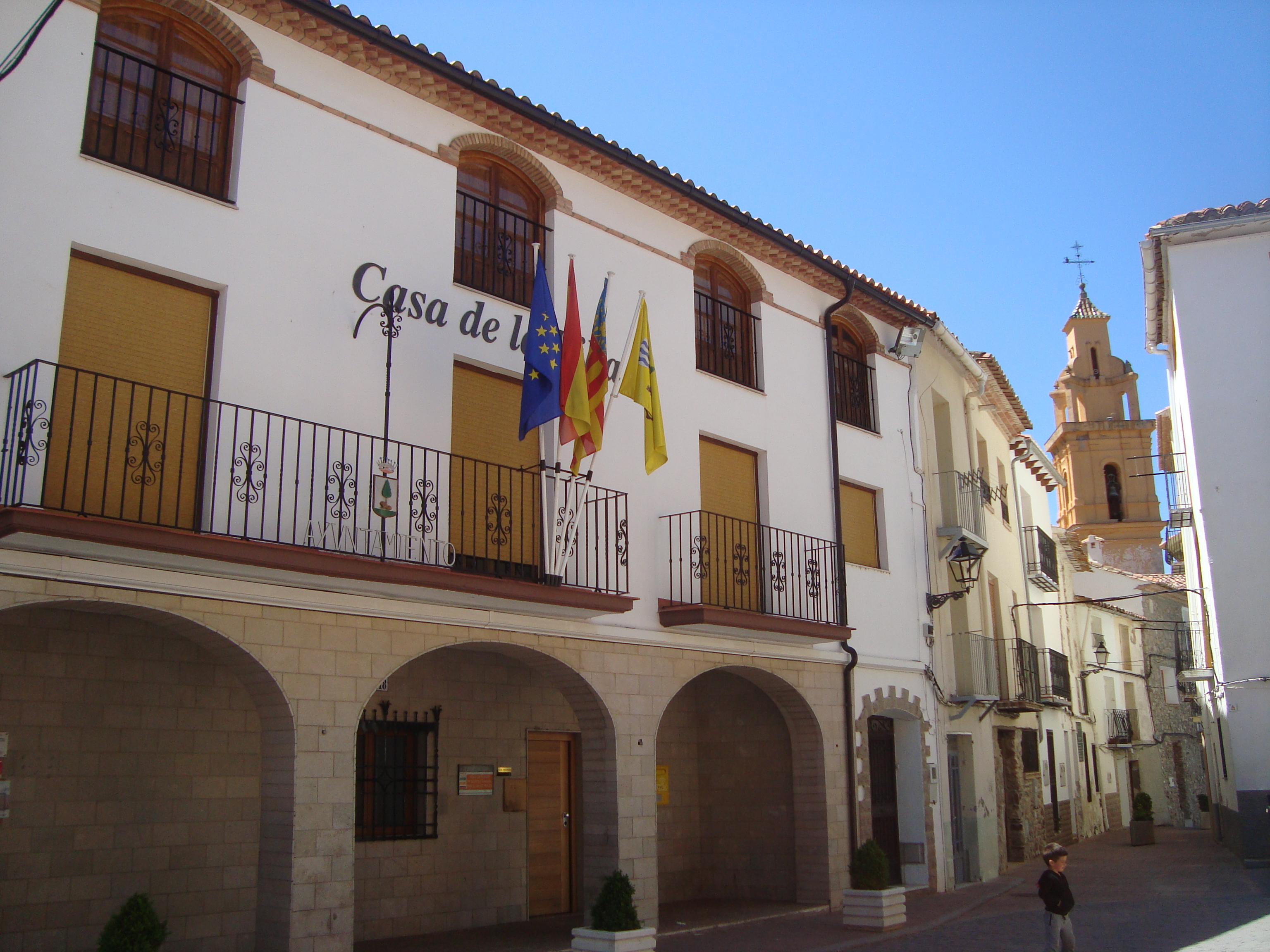
Cirat

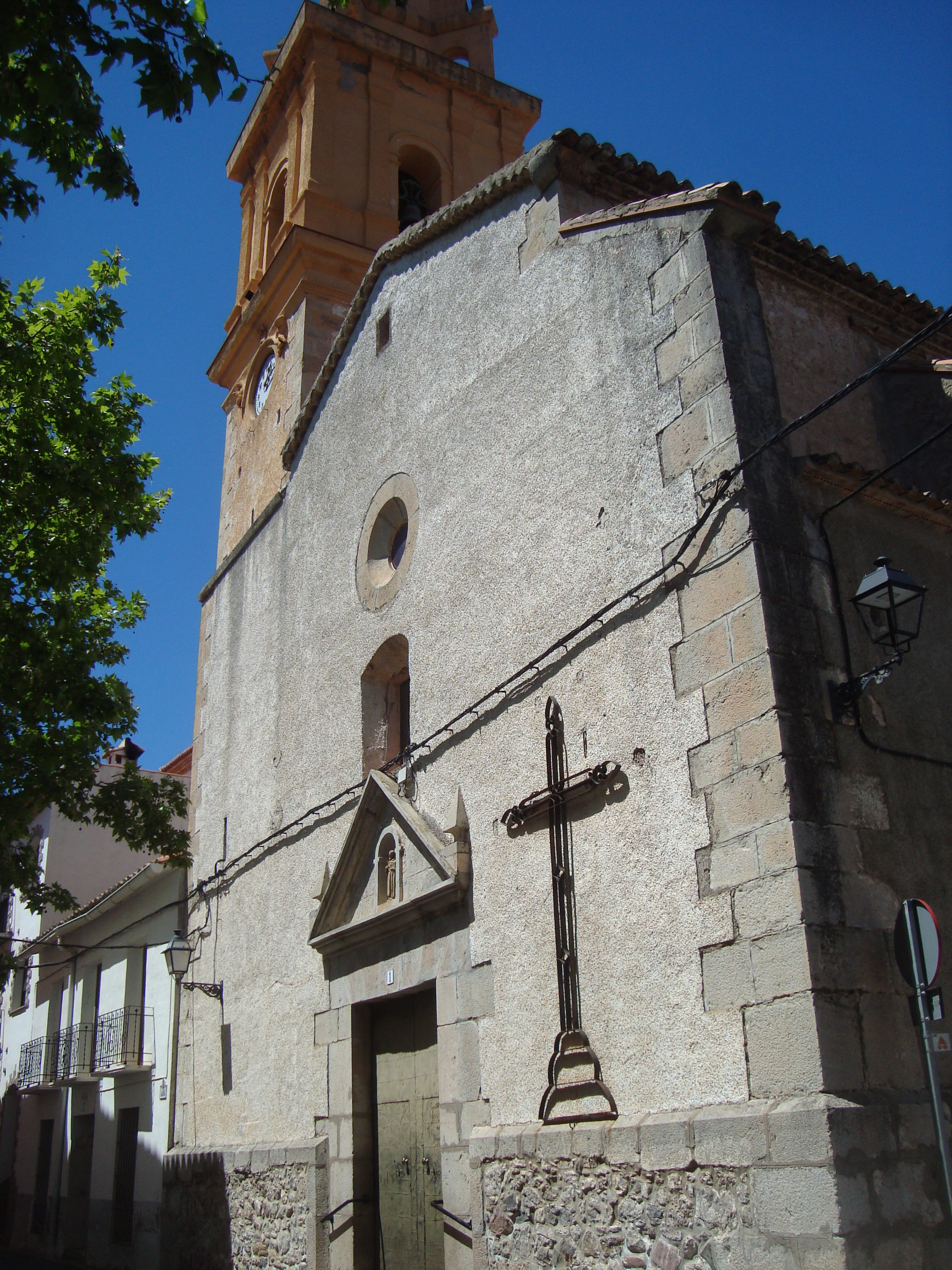
Cirat

На території муніципалітету розташовані такі населені пункти: (дані про населення за 2010 рік)
- Сірат: 179 осіб
- Ель-Кольядо-Бланко: 3 особи
- Ель-Тормо: 75 осіб

## Демографія

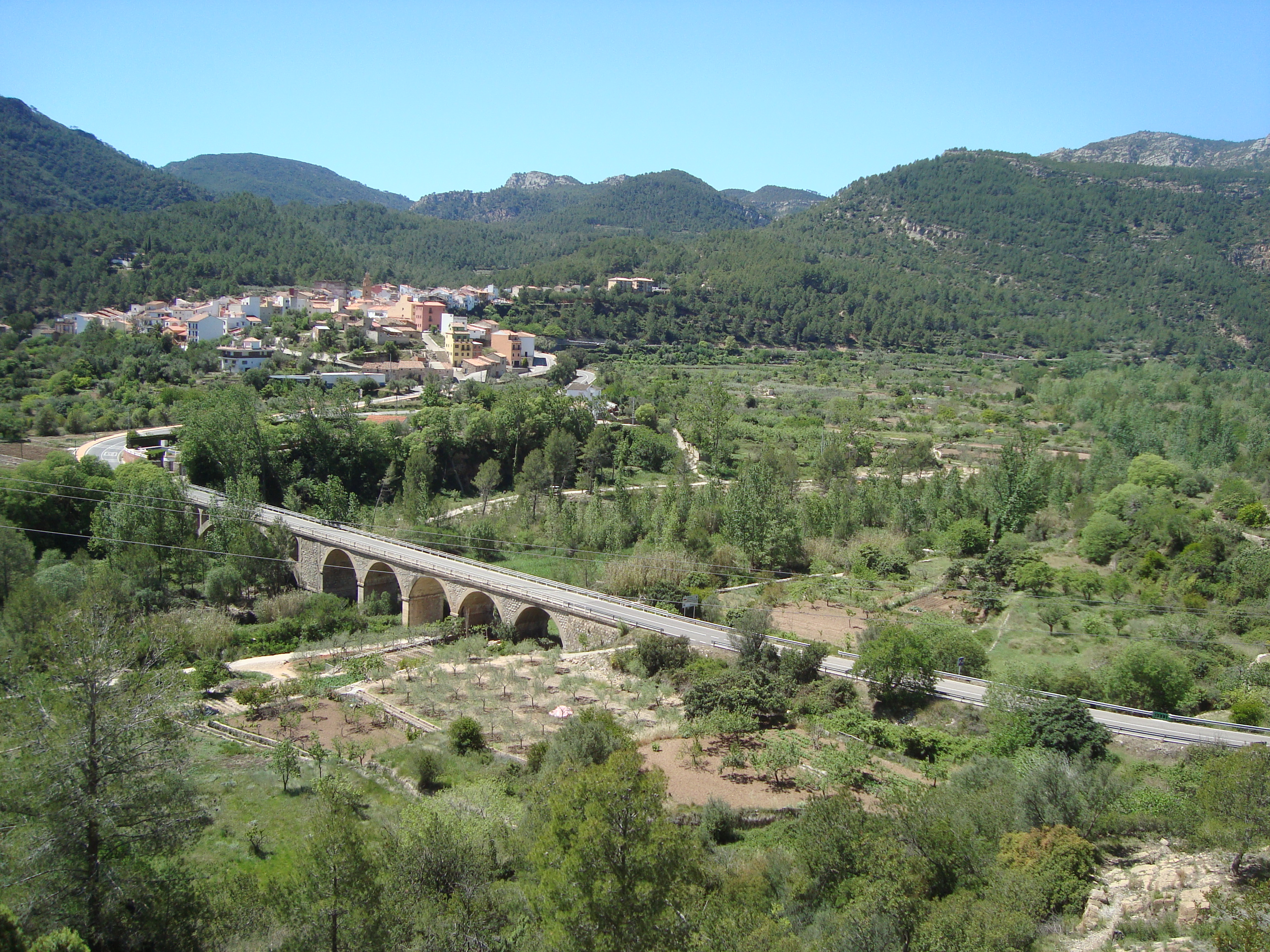
Cirat

Динаміка населення (INE ):

## Галерея зображень

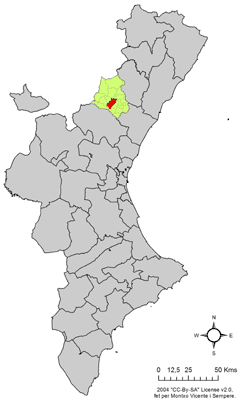
Розташування муніципалітету Сірат у автономній спільноті Валенсія
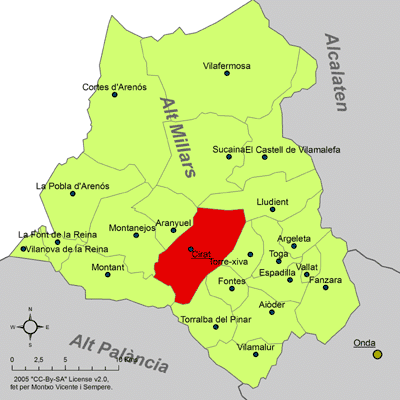
Розташування муніципалітету Сірат у комарці Альто-Міхарес